# Marie Elisabeth af Slesvig-Holsten-Sønderborg-Glücksborg
Marie Elisabeth af Slesvig-Holsten-Sønderborg-Glücksborg (26. august 1628 – 27. maj 1664) var en dansk-tysk prinsesse af den ældre glücksborgske linje. Hun var datter af hertug Philip af Slesvig-Holsten-Sønderborg-Glücksborg og blev gift med markgreve Georg Albrecht af Brandenburg-Kulmbach i 1651.
Hun var farmor til Dronning Sophie Magdalene af Danmark og Norge.

## Biografi
Marie Elisabeth blev født den 26. august 1628 på Glücksborg Slot i Angel i som det tredje barn og ældste datter af hertug Philip af Slesvig-Holsten-Sønderborg-Glücksborg i hans ægteskab med Sophie Hedvig af Sachsen-Lauenburg.
Hun blev gift den 10. december 1651 i Bayreuth med markgreve Georg Albrecht af Brandenburg-Kulmbach, der var en yngre søn af markgreve Christian af Brandenburg-Bayreuth og Marie af Preussen. I ægteskabet blev der født syv børn.
Marie Elisabeth døde den 27. maj 1664 i Kulmbach. Markgreve Georg Albrecht overlevede sin hustru med to år og giftede sig igen efter hendes død med Sophie Marie af Solms-Baruth. Han døde den 27. september 1666 i Schretz.

## Eksterne links
- Hans den Yngres efterkommere